# Katholische Pfarrkirche Wallern an der Trattnach

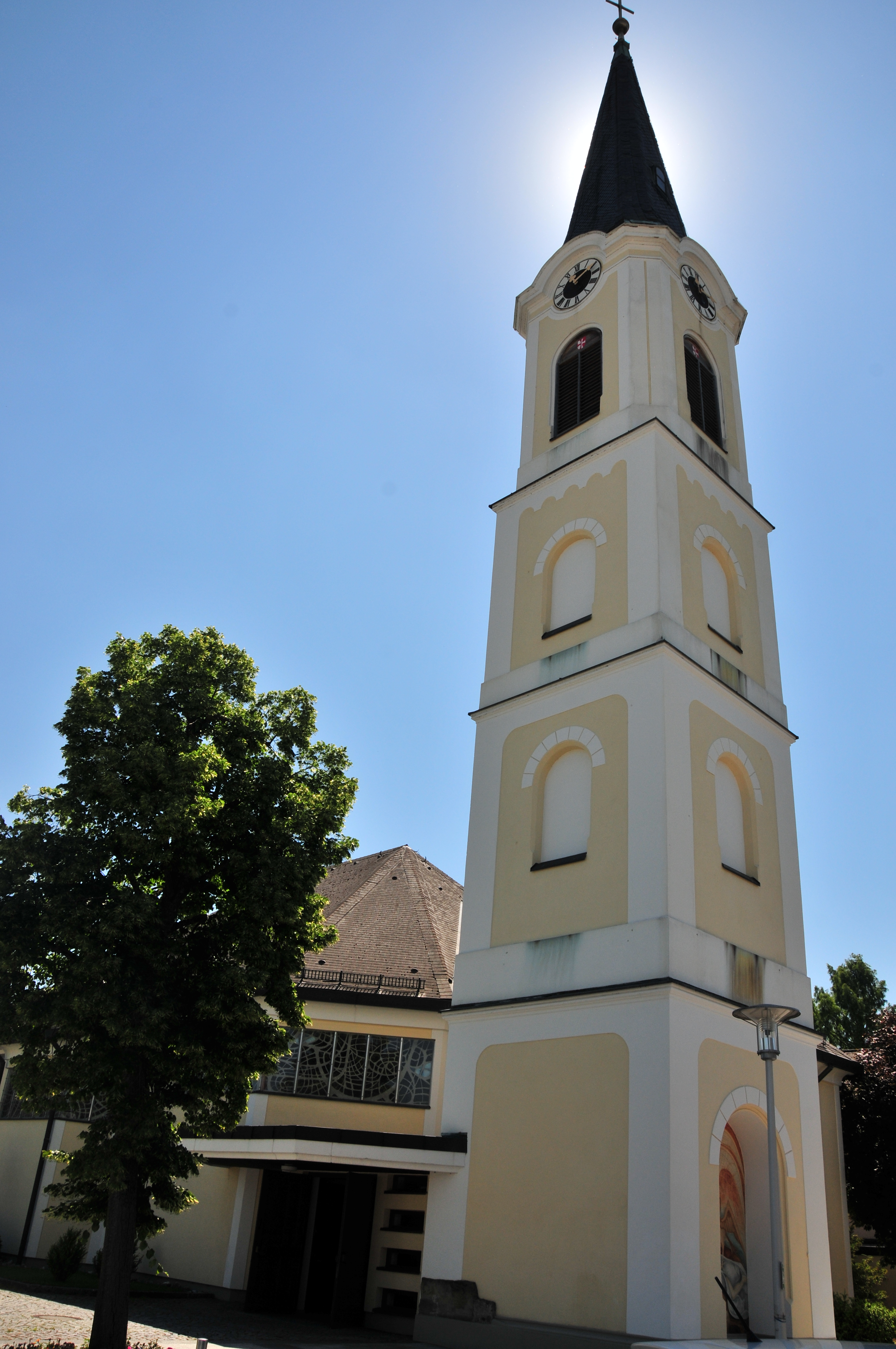
Katholische Pfarrkirche hl. Florian in Wallern an der Trattnach

Die römisch-katholische Pfarrkirche Wallern an der Trattnach steht in der Marktgemeinde Wallern an der Trattnach im Bezirk Grieskirchen in Oberösterreich. Sie ist dem heiligen Florian geweiht und gehört zum Dekanat Wels in der Diözese Linz. Das Bauwerk und die ehemalige Friedhofsfläche stehen unter Denkmalschutz (Listeneintrag).

## Geschichte
Die Kirche wird 815 erstmals urkundlich erwähnt. 1411 wurde ein Gotteshaus geweiht. Der Großteil des heutigen Gebäudes wurde im Josephinismus Ende des 18. Jahrhunderts gestaltet. In den Jahren 1884 und 1885 wurde die Kirche vergrößert. Die heutige Kirche wurde ab 1982 neu gebaut, wobei der Kirchturm erhalten blieb.

## Architektur
Kirchenäußeres
Der Westturm hat einen Spitzhelm aus den Jahren 1884 und 1885.
Kircheninneres
Das einschiffige Langhaus ist flach gedeckt. 

## Ausstattung
Die Einrichtung ist neobarock. Die Kanzel stammt vom Anfang des 19. Jahrhunderts. Im Altarraum befindet sich ein Missionskreuz von 1895 mit einem gotischen Christus, der aus Tirol stammt.